# Sister Carol
Carol Theresa East (sinh ngày 15 tháng 1 năm 1959, Kingston, Jamaica ), được biết đến với nghệ danh Sister Carol, là một nghệ sĩ và nữ diễn viên thu âm reggae người Mỹ gốc Jamaica. Cô đã sử dụng nhiều nghệ danh khác, bao gồm Cô bé lọ lem đen (cũng là tên của hãng thu âm của cô) và Văn hóa mẹ.

## Tiểu sử
Xuất thân từ quận Denham Town thuộc West Kingston, cô 14 tuổi khi gia đình di cư đến Brooklyn, New York.
Cha của cô Howard East là một Kỹ sư cao cấp của Đài phát thanh Jamaica và đã đóng góp cho các buổi ghi âm với tư cách là Studio One. Cô đã tham gia vào nền âm nhạc Jamaica. Cô đã lấy được bằng giáo dục từ City College of New York năm 1981, cùng năm cô sinh đứa con đầu lòng. Trong khoảng thời gian đó, cô đã gặp Brigadier Jerry, một DJ người Jamaica, người khuyến khích cô thử trò chuyện DJ theo phong cách dancehall của Jamaica, thay vì hát.
Sau khi chiến thắng các cuộc thi ở New York và Jamaica, cô đã lưu diễn với The Meditations. Album đầu tiên của cô, Liberation for Africa, được phát hành năm 1983, dưới dạng phiên bản giới hạn trên nhãn SG của Jamaica. Album năm 1984 Black Cinderella  thành lập cô. Cô thành lập hãng thu âm của riêng mình, còn được gọi là Black Cinderella. Jah đệ tử theo sau vào năm 1989.
East đã xuất hiện trong các bộ phim Jonathan Demme Something Wild (1986), Married to the Mob (1988) và Rachel Catch Married (2008). Demme đã giới thiệu các bài hát của East trong Ricki and the Flash (2015).

## Cuộc sống cá nhân
Vào những năm 2000, cô trở lại Jamaica, sống ở St. Ann. Con gái của cô Nakeeba Amaniyea cũng là một deejay.

## Danh sách đĩa hát
- Văn hóa mẹ (1981), RAS
- Cô bé lọ lem đen (1984), Jah Life
- Jah đệ tử (1989), RAS
- Gọi cho Mi Sister Carol (1994), Heartbeat
- Lyrically Potent (1996), Nhịp tim
- Potent Dub (1997), Nhịp tim
- Isis - Người đàn ông gốc Rasta gốc (1999), Tuff Gong
- Trúng trực tiếp! (2001), Máy phóng
- Hoàng hậu (2003), M10
- 1Derful Words (2006), Cô bé lọ lem đen
- Bên nhau (2012) - Chị Carol & Friends
- Live No Evil (2014), Cô bé lọ lem đen